# LPSV Kärnten
Der LPSV Kärnten Futsal (voller Name: Landespolizeisportverein Kärnten Futsal) ist eine österreichische Futsalmannschaft, die 2013 als Sektion des LPSV Kärnten gegründet wurde. Der Verein stieg nach Gewinn der Meisterschaft 2023/24 erstmalig in die 1. ÖFB Futsal Liga, die höchste Spielklasse in Österreich auf.

## Geschichte
Stephan Brozek, ehemaliger Spieler von Stella Rossa und Gründer des Polizei SV Wien Futsal, gründete 2013 die Sektion Futsal des LPSV Kärnten. 2017/18 nahm die Mannschaft an der KFV Futsal Liga teil und gewann den Grunddurchgang. Im anschließenden Abschlussturnier wurde der LPSV Kärnten Vizemeister. Der LPSV Kärnten hält mit der längsten Serie an Heimsiegen einen österreichweiten Rekord. Die Mannschaft gewann alle Heimspiele der Futsal-Bundesliga in der Zeit zwischen 8. Februar 2020 und einschließlich 4. Februar 2024.
In der Saisonen 2021/22 wurde der LPSV Kärnten punktegleich mit Meister FC Ljuti Krajisnici und Inter Klessheim Dritter der 2. ÖFB Futsal Liga; in der darauffolgenden Saison 2022/23 mit nur einer Niederlage Vizemeister hinter Inter Klessheim. 2023/24 dominierten die Villacher den Grunddurchgang mit nur einem Remis gegen die Panthera Graz Futsal Akademie. In der Meistergruppe holte der LPSV Kärnten nach der Punkteteilung aus drei Spielen zwei Siege und wurde damit Meister in der 2. ÖFB Futsal Liga. Darüber hinaus stellten die Villacher mit Dino Matoruga den Torschützenkönig, Samir Nuhanovic wurde als bester Spieler ausgezeichnet und Alan Halilovic von den Mannschaften zum besten Torhüter gewählt.

## Erfolge

### Nationale Futsal-Erfolge
- Meister 2. ÖFB Futsal Liga: 2023/24
- Vizemeister 2. ÖFB Futsal Liga: 2014/15, 2022/23
- Vizemeister KFV Futsal Liga: 2017/18
- Fair-Play-Sieger: 2015/16, 2016/17 (2. Bundesliga), 2024/25 (1. Bundesliga)
- ÖFB Futsal Cup: Viertelfinale 2021/22, 2023/24

## Bekannte Spieler
- Samir Nuhanovic (1. FC Allstars Wiener Neustadt, mehrfach als bester Spieler und Torschützenkönig in Österreich ausgezeichnet)
- Andreas Tiffner (FK Austria Wien, U19-Nationalteam)

## Medienberichte
- Futsal-Polizeisportverein holte sich den Meistertitel
- Mit Blaulicht! Polizei Kärnten rast in die 1. Liga
- Spannung und Vorfreude auf Kärntner Derby in der Meistergruppe